# 1998 KY26
1998 KY26 – planetoida z grupy Apollo należąca do obiektów NEO okrążająca Słońce w ciągu 1 roku i 135 dni w średniej odległości 1,23 j.a. Została odkryta 2 czerwca 1998 roku w programie Spacewatch. Nazwa planetoidy jest oznaczeniem tymczasowym.

## Właściwości fizyczne
Jej orbita charakteryzuje się tym, że planetoida w trakcie swojego obiegu przecina orbitę Ziemi. 8 czerwca 1998 minęła Ziemię w odległości zaledwie 800 000 km (niewiele więcej od dwukrotnej odległości Księżyca od Ziemi). Obiekt ten ma kształt zbliżony do sferycznego o średnicy zaledwie ok. 30 m. Szybko rotuje wokół własnej osi (w czasie zaledwie 10 min. i 42 s). Z racji niewielkich rozmiarów może być klasyfikowany jako meteoroid.
Podczas zbliżenia do Ziemi dokonano radarowego badania tego ciała, dzięki czemu można było poznać jego kształt.